# Lyssomanes diversus
Lyssomanes diversus là một loài nhện trong họ Salticidae.
Loài này thuộc chi Lyssomanes. Lyssomanes diversus được María Elena Galiano miêu tả năm 1980.